# Tridra Pungtsen
Tridra Pungtsen was de zesentwintigste tsenpo, ofwel koning van Tibet. Hij was een van de legendarische koningen en de derde van de vijf verenigende koningen met de naam Tsen (300-493).